# Princes of the Universe
«Princes of the Universe» (en español: Príncipes del Universo) es una canción compuesta y escrita por Freddie Mercury e interpretada por la banda de rock británica Queen, que se utilizó en la banda sonora de Highlander. La canción fue escrita para la película Highlander, y lanzada en el álbum A Kind of Magic, que también presentó otras selecciones de la partitura de Highlander, en 1986. La canción nunca salió a la venta como un sencillo individual en el Reino Unido; sin embargo, debido a su vinculación con la película está considerada como una de las canciones de culto de Queen. La canción (como todo el álbum) forma parte de la banda sonora de Highlander y se encuentra en el álbum A Kind of Magic en 1986. También fue usada como cabecera de la serie sobre Highlander, protagonizada por Adrian Paul. 
En términos de estilo musical, la canción es notable por ser una de las pistas más duras interpretadas por la banda, con un sonido rimbombante que recuerda al hard rock y heavy metal contemporáneo y las voces de Mercury similares a la ópera. Un vídeo musical de la canción, que contó con la lucha con espada de Mercury, alcanzó cierta notoriedad.

## Antecedentes
"Princes of the Universe", escrita y compuesta para Highlander, es la única canción del álbum por la cual Mercury recibe crédito exclusivo. El nombre de la canción proviene del título original de la película. Se juega sobre los créditos de apertura de la película, y luego se utilizó como tema de apertura para Highlander: The Series. La canción nunca fue lanzada como un sencillo en el Reino Unido, y aunque nunca estuvo realmente en las listas, se considera un favorito de culto debido a su relación con la película. En la película, el solo de guitarra al principio se elimina.
La letra está escrita desde la perspectiva de un inmortal o de los inmortales, hablando sobre el estado de ser inmortal, sobre la superioridad que su estado les da a los humanos normales, y la prueba que siempre tienen que enfrentar debido a esto sobre el resto de mortales, y sobre los problemas a los que deben de enfrentarse. Según ciertas corrientes, la letra también se puede interpretar como la propia experiencia del grupo, quienes en teoría habían compuesto ya la mayoría de sus grandes éxitos y alcanzado la cumbre de su gloria. Algunas de las letras se pueden interpretar en relación con Queen y el propio Freddie Mercury en particular: "La gente habla de ti, la gente dice que has tenido tu día / Soy un hombre que llegará lejos, encontrará la luna y alcanzará las estrellas." La canción "Who Wants to Live Forever", que también aparece en la película, es la lámina de esta canción.

## Vídeo musical
El vídeo musical fue dirigido por Russell Mulcahy, y se filmó o se grabó, o fue filmado el 14 de febrero de 1986 en Elstree Studios, Londres, en uno de los escenarios usados o en el escenario de Silvercup en la azotea utilizado para la película. Consiste principalmente en que Queen interpreta la canción, representando un duelo de espadas entre Christopher Lambert y Freddie Mercury en el que se intercalaban con escenas de la película Highlander. Christopher Lambert repite su papel de Connor MacLeod para una breve aparición en el vídeo, donde lucha con la espada Freddie Mercury, quien usa su soporte de micrófono como espada. Brian May es visto jugando un Washburn RR11V en lugar de su Red Special. Aunque el sencillo no se trazó en los Estados Unidos, el vídeo se reprodujo regularmente en MTV. Antes de su lanzamiento en Greatest Flix III (VHS, 1999) y Greatest Video Hits 2 (DVD, 2003), rara vez se veía fuera de América del Norte.

## Créditos
- Escrita por: Freddie Mercury
- Producida por: Queen y Mack
- Músicos:

- Freddie Mercury: voz líder y coros, sintetizador
- Brian May: guitarras principales y rítmicas, coros
- John Deacon: bajo
- Roger Taylor: batería, coros